# Thomas Lipton
Sir Thomas Johnstone Lipton (Glasgow, 10 maggio 1848 – Londra, 2 ottobre 1931) è stato un mercante e imprenditore scozzese dell'Ulster, fondatore della società venditrice di tè Lipton. Sfruttò il potere della pubblicità per la sua catena di negozi di tè, vantandosi che il suo segreto per il successo era vendere i migliori prodotti ai prezzi più bassi.
Velista, fu lo sfidante più persistente nella storia della regata di Coppa America perdendo 5 regate consecutive. Un ritratto di Lipton apparve sulla copertina della rivista Time il 3 novembre 1924.

## Biografia
Lipton nacque il 10 maggio 1848 in un caseggiato di Crown Street a Gorbals, Glasgow. I suoi genitori, Thomas Lipton senior e Frances Lipton (nata Johnstone), provenivano dalla cittadina di Shannock Green o Shankillk (Tonitybog), entrambi vicino a Roslea, nell'angolo sud-est della contea di Fermanagh nell'Ulster, non lontano da Clones nella contea di Monaghan. I suoi genitori si sposarono nella chiesa di San Marco d'Irlanda ad Aghadrumsee, vicino a Roslea.
I Lipton erano stati piccoli proprietari terrieri nella contea di Fermanagh per generazioni, ma, alla fine degli anni '40 dell'Ottocento, i genitori di Thomas Lipton erano stati costretti a lasciare l'Irlanda a causa della "Grande Carestia del 1845". Trasferitisi in Scozia in cerca di una vita migliore, i Lipton si stabilirono a Glasgow nel 1847. Il padre di Lipton ebbe una serie di occupazioni durante gli anni 1840 e 1850, tra cui lavorare come operaio e come tipografo.
I fratelli di Thomas, tre fratelli e una sorella, morirono tutti in tenera età, ma Thomas, il più giovane, sopravvisse.
"Tommy" Lipton fu educato alla St Andrew's Parish School vicino a Glasgow Green tra il 1853 e il 1863. All'inizio degli anni 1860 i suoi genitori possedevano un negozio al numero 11 di Crown Street nei Gorbals dove vendevano prosciutto, burro e uova. Thomas Lipton lasciò la scuola all'età di tredici anni per integrare il reddito limitato dei suoi genitori, e trovò lavoro come fattorino di un tipografo, e successivamente come tagliatore di camicie. Durante questo periodo si iscrisse anche a una scuola serale, la Gorbals Youth's School.

### Il tè di Lipton

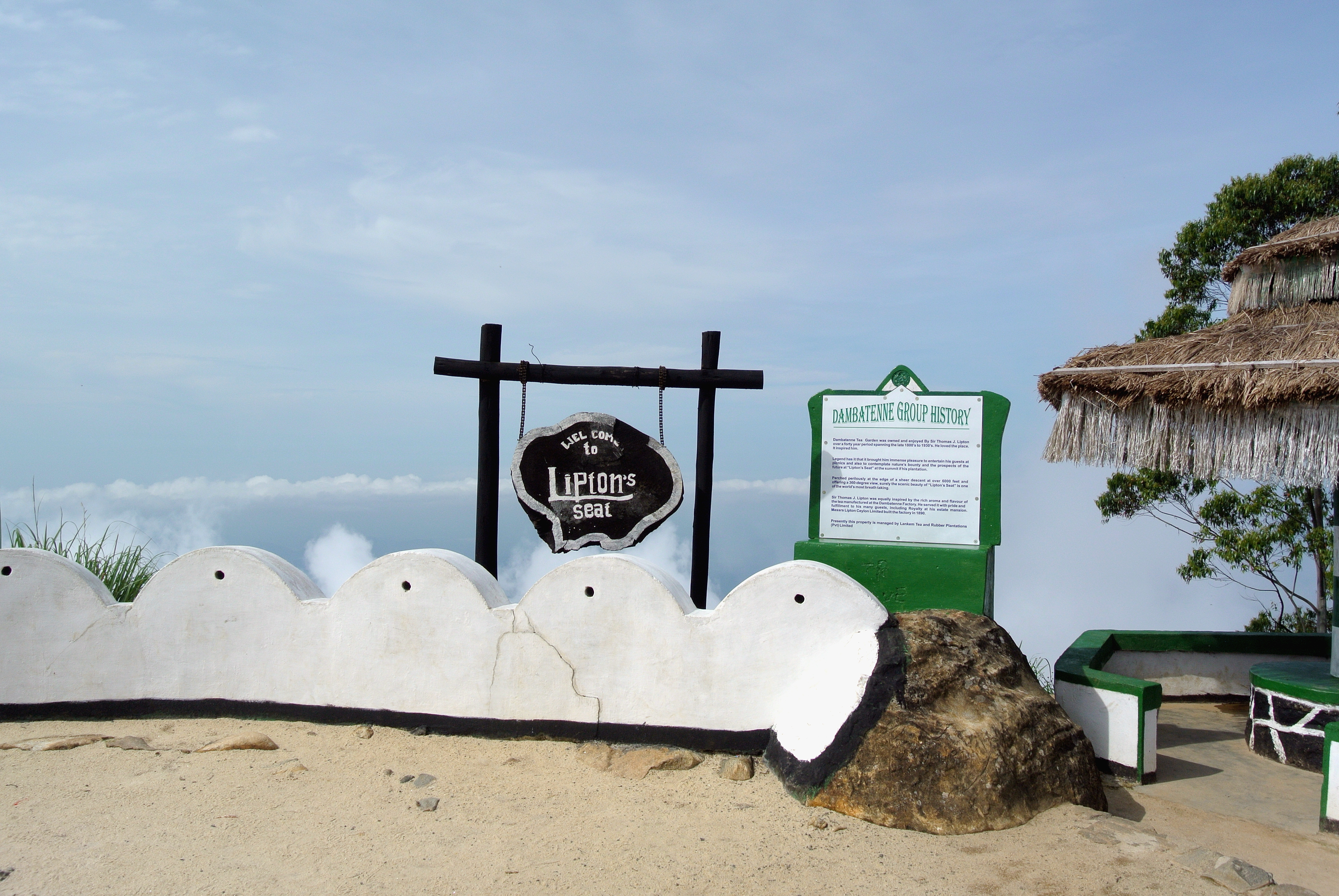
La sede di Lipton in Sri Lanka

Nel 1864 Lipton si arruolò come mozzo su un piroscafo che faceva la spola tra Glasgow e Belfast e fu affascinato dalla vita a bordo della nave e dalle storie raccontate dai marinai che avevano viaggiato negli Stati Uniti. Dopo essere stato licenziato dalla compagnia di piroscafi, Lipton utilizzò rapidamente i soldi che aveva risparmiato per acquistare un passaggio su una nave diretta negli Stati Uniti, dove trascorse cinque anni lavorando e viaggiando in tutto il paese. In questo periodo Lipton ebbe una serie di lavori: in una piantagione di tabacco in Virginia, come contabile e contabile in una piantagione di riso nella Carolina del Sud, come venditore porta a porta a New Orleans, bracciante agricolo nel New Jersey e infine come assistente di drogheria a New York.
Tornò a Glasgow nel 1870, inizialmente aiutando i suoi genitori a gestire il loro piccolo negozio a Gorbals. L'anno seguente aprì il suo primo negozio di provviste, Lipton's Market, al 101 di Stobcross Street nella zona di Anderston a Glasgow. Questa impresa si rivelò un successo e Lipton stabilì presto una catena di generi alimentari, prima a Glasgow, poi nel resto della Scozia, fino a quando non ebbe negozi in tutta la Gran Bretagna. Mentre Lipton espandeva il suo impero, i prezzi del tè diminuivano e la domanda cresceva tra i suoi clienti della classe media.
Nel 1880, Lipton investì nella Union Stockyards di Omaha, nel Nebraska, fondando un grande impianto di imballaggio a South Omaha che vendette a interessi americani nel 1887. Nel 1888, quando il suo impero era cresciuto fino a 300 negozi, entrò nel commercio del tè e aprì il suo ufficio di degustazione del tè. Iniziò a bypassare il commercio tradizionale e i canali di distribuzione all'ingrosso (la maggior parte del commercio del tè nel Regno Unito si concentrava nella Mincing Lane di Londra) per vendere tè a prezzi senza precedenti al mercato povero della classe operaia non sfruttato. Per rifornire i suoi negozi di merci, Lipton acquistò piantagioni di tè e così facendo fondò il marchio di tè Lipton, che continua ad esistere oggi.

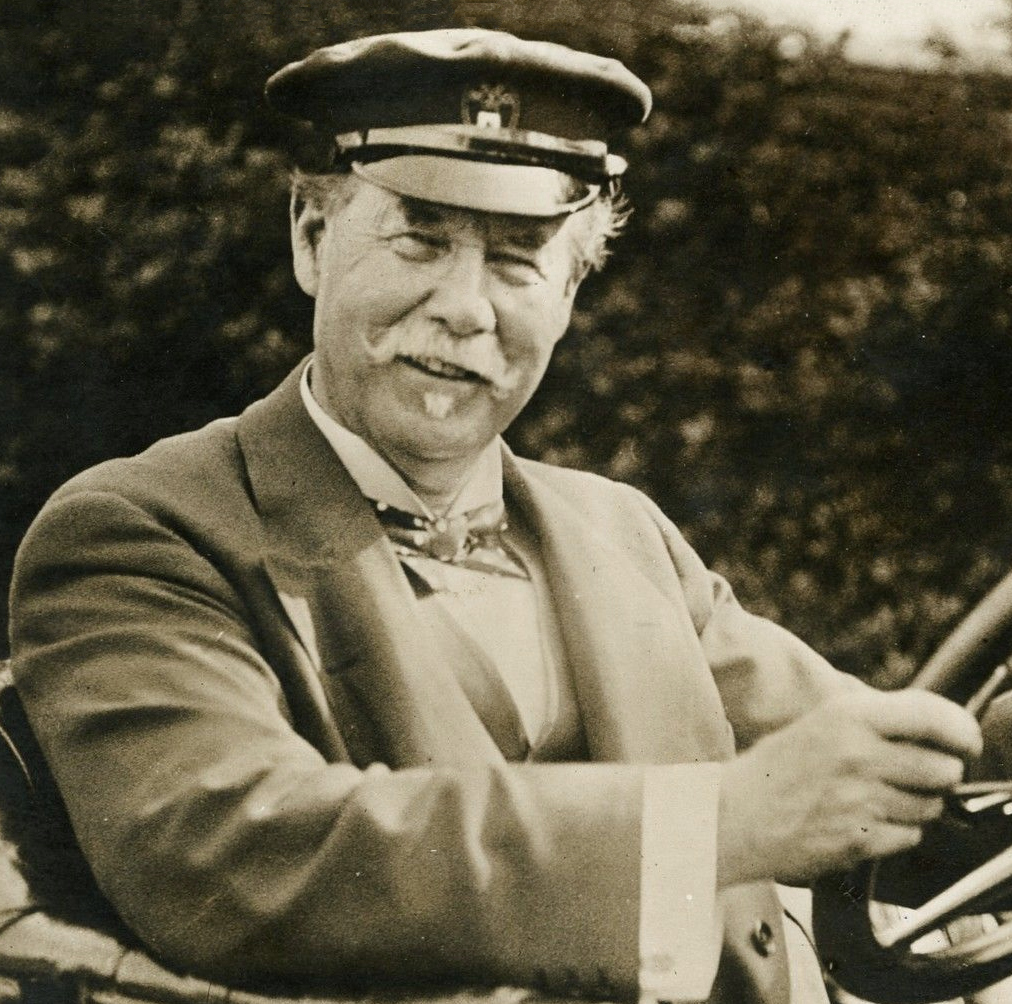
Foto di Lipton poco prima della sua morte nel 1931

Lipton visitò la Ceylon britannica nel 1890 e fece affari con James Taylor, che introdusse le piantagioni di tè nel paese con lavoratori tamil a contratto provenienti dall'India britannica. La società di Lipton acquistò il tè di Ceylon, distribuendolo in Europa e negli Stati Uniti a partire dal 1890. Al giubileo di diamante della regina Vittoria nel 1897 donò 20.000 sterline per aver organizzato cene per un gran numero di poveri londinesi. 

### La guerra mondiale
Lipton si trasferì casa sua, Osidge, a Southgate, Londra, nel 1892. Prima fece ridecorare completamente la casa, costruire una nuova sala da biliardo e spostare il percorso della strada esistente il più lontano possibile dalla casa. Prima dell'arrivo dell'automobile, le scuderie della sua casa, anche queste ampliate, contenevano almeno tre paia di cavalli da carrozza veloci, di cui era orgoglioso. Veniva portato ai suoi uffici in City Road ogni giorno e non usava la ferrovia vicina.

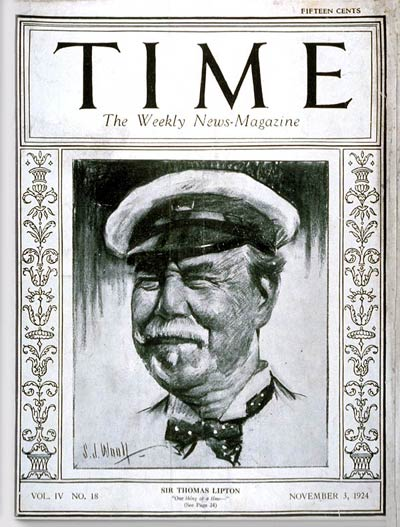
Copertina di Time, 3 novembre 1924

Durante la prima guerra mondiale, Lipton aiutò le organizzazioni di volontari medici. Mise i suoi yacht a disposizione della Croce Rossa, del Comitato degli ospedali femminili scozzesi della dottoressa Elsie Inglis, del Fondo di soccorso serbo e di altri, per il trasporto di volontari medici (medici e infermieri) e forniture mediche. In Serbia, durante l'inverno del 1914-1915 e la primavera del 1915, diverse équipe ospedaliere britanniche lavoravano con medici e infermieri militari e civili serbi. Scoppiò una catastrofica epidemia di tifo,  uccidendo migliaia di civili, soldati e prigionieri di guerra; il personale medico fu tra le prime vittime. Al culmine dell'epidemia, Lipton decise di visitare la Serbia, viaggiando a bordo del suo yacht Erin.
Una volta in Serbia, visitò ospedali e missioni mediche a Belgrado, Kragujevac, Niš, Vrnjačka Banja e altrove. La sua modestia lo rese molto popolare tra la gente. Chiedeva solo alloggi modesti e chiedeva per i pasti solo ciò che la gente comune mangiava in condizioni di guerra. Gli piaceva anche posare per le fotografie con ufficiali e soldati serbi. Trovò anche il tempo per partecipare alle fiere tradizionali e per prendere parte alla raccolta delle more e alla pesca. Fu nominato cittadino onorario della città di Niš.

### Velista

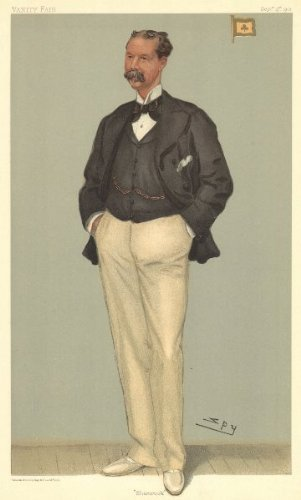
Rappresentazione di Lipton da parte di Leslie Ward, 1901

Lipton divenne celebre anche come proprietario di yacht e cultore dello yachting.
Re Edoardo VII e re Giorgio V condividevano entrambi il loro interesse per la nautica da diporto con Lipton e apprezzavano la sua compagnia. Tra il 1899 e il 1930 Lipton sfidò i detentori americani dell'America's Cup attraverso il Royal Ulster Yacht Club cinque volte con i suoi yacht chiamati Shamrock. Perse sempre. I suoi sforzi ben pubblicizzati gli valsero comunque una coppa appositamente progettata per "il migliore di tutti i perdenti" e resero il suo tè famoso negli Stati Uniti. Lipton, un uomo che si è fatto da solo, non era un membro naturale dell'alta borghesia britannica e il Royal Yacht Squadron lo ammise solo poco prima della sua morte. Lipton venne inserito nella Hall of Fame dell'America's Cup nel 1993.
Quando si tenne la prima Coppa del Mondo di calcio nel 1930, Thomas Lipton donò il Sir Thomas Lipton Trophy e la Lipton Challenge Cup in Italia.
Nel 1914 consegnò la Sir Thomas Lipton Cup d'argento al suo amico Con Riley di Winnipeg come mezzo per promuovere lo sport del canottaggio nelle parti centrali del Canada e degli Stati Uniti. Da allora i club di canottaggio della North West International Rowing Association (NWIRA) si sono dati battaglia ogni anno per l'onore di avere i loro nomi incisi sulla Lipton Cup.
Donò anche il trofeo Copa Lipton conteso tra le squadre nazionali di calcio di Argentina e Uruguay dal 1905 al 1992.

### Massoneria
Lipton fu iniziato alla Massoneria scozzese nella Loggia Scotia, n. 178, (Glasgow).

## La morte

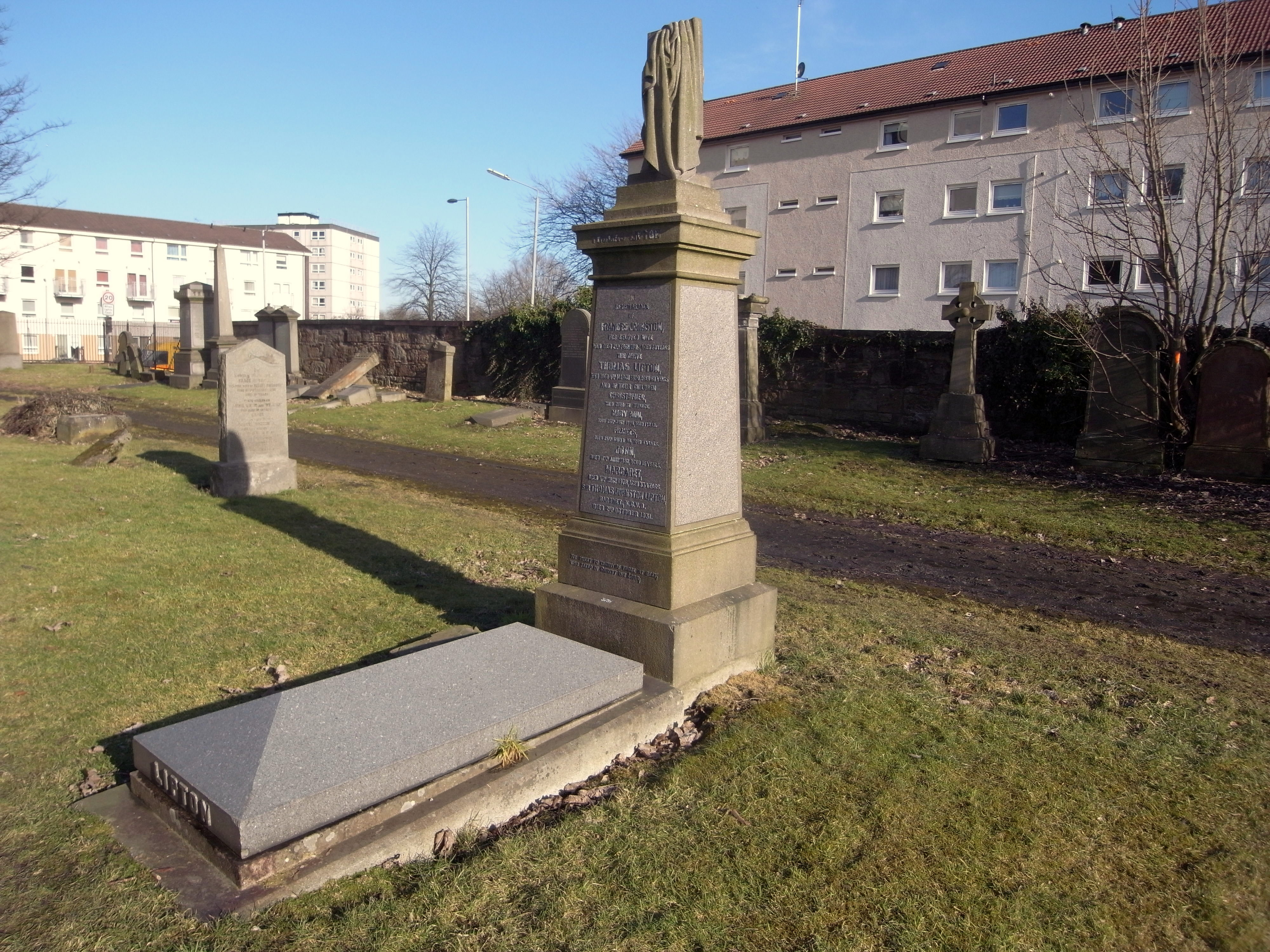
La tomba di Lipton a Glasgow, Necropoli Meridionale

Morì a Osidge il 2 ottobre 1931 e lasciò in eredità la maggior parte della sua fortuna alla sua città natale di Glasgow, compresi i trofei nautici, che sono ora in mostra alla Kelvingrove Art Gallery and Museum. Sir Thomas Lipton fu sepolto accanto ai suoi genitori e ai suoi fratelli nella necropoli meridionale di Glasgow. Non lasciò eredi e quindi il suo titolo finì con lui.

## Vita privata
Lipton fu a volte descritto dalla stampa come "lo scapolo più idoneo del mondo" e di aver coltivato con cura un'immagine pubblica di "signore". Non ebbe mai una relazione con una donna, usando come scusa che nessuna era all'altezza di sua madre. Invece, mantenne una relazione trentennale con uno dei suoi primi commessi di negozio, William Love, con il quale visse. Quando si separarono, seguirono altri compagni maschi, tra cui un orfano di Creta che Lipton incontrò durante una crociera nel 1900.  Un caro amico era Maurice Talvande, il sedicente "conte di Mauny".

## Nella cultura popolare
- La partenza della flotta Shamrock III e America's Cup di Lipton da Gourock nel 1903 fu satireggiata da Neil Munro nel suo racconto di Erchie Macpherson, "Erchie Suffers a Sea Change", pubblicato sul Glasgow Evening News il 1º giugno 1903.[17]

- Lipton è apparso nel ruolo di se stesso in un corto del 1913, The Lipton Cup: Introducing Sir Thomas Lipton.

## Premi e riconoscimenti
- Cavaliere (Knight Bachelor - 1898)[18]
- Cavaliere Commendatore dell'Ordine Reale Vittoriano (Chevalier commandeur de l'Ordre royal de Victoria (KCVO - 1901)[19]
- Baronetto del Regno Unito (1902)[20]